# Ганс Гросс
Ганс Густав Адольф Гросс (нім. Hans Gustav Adolf Gross; 26 грудня 1847, Грац, Австрійська імперія — 9 грудня 1915, там само) — австрійський юрист, засновник австрійської кримінологічної школи, основоположник криміналістики, фундатор кримінальної психології, автор робіт, що показують значення застосування природничих і точних наук до завдань розкриття злочинів і виявлення злочинця. Батько психоаналітика Отто Гросса.

## Біографія
Народився в родині Йоганна Баптіста Густава Гросса (Johann Baptist Gustav Gross), старшого імперського військового комісара (1806—1876) і Франциски (Franziska, при народженні — Edle von Leuzendorf; 1827—1902).
Упродовж 1869—1870 років навчався у гімназії та Грацькому університеті. 31 липня 1870 року отримав у Грацькому університеті вчений ступінь доктора права. У 1871 року почав працювати судовим слідчим у Фельдбасі, Леобені (Верхня Штирія) та Граці. Ще будучи студентом, який вивчав право, усвідомив всі недоліки існуючих на той час методів ідентифікації, особливо тих, що використовувались австрійською кримінальною поліцією на селі. 
У 1890—1892 роках працював помічником прокурора. Після штудіювання основ хімії і фізики, занять фотографією і мікроскопією, ботанікою і зоологією, як результат двадцятирічної праці на посаді слідчого випустив у світ 1893 року «Порадник для судових слідчих, поліцейських чиновників, жандармів».
Протягом 1893—1894 років вимагав від уряду створення навчальної кафедри криміналістики. Міністерство юстиції у Відні доручає йому проведення курсу для судових слідчих. 12 березня 1894 року Гросс, заступник прокурора, починає викладати 19-денний курс про суміжні кримінально-правові науки для офіцерів жандармерії у Відні. Визнанням його досягнень пізніше стало нагородження Лицарським Хрестом Ордена Франца Йозефа.
1895 року в австрійському місті Лінц відбувся конгрес міжнародного союзу криміналістів. Його учасники назвали Гросса батьком криміналістики і прийняли рішення, згідно з яким рекомендувалося включити викладання криміналістики у програму юридичних факультетів.
1 серпня 1895 року створив кримінальний музей у Граці. Вимагав створення Криміналістичного інституту в Грацькому земельному суді в межах університету. У травні 1896 року отримав відмову у присвоєнні звання приват-доцента за результатами проведеного ним наукового дослідження, захист якого відбувався на юридичному факультеті університету Граца.
16 грудня 1898 року призначений ординарним професором австрійського карного права Чернівецького університету. З 1 березня 1899-го по 31 липня 1902-го читав в Чернівецькому університеті курси карного процесу, матеріального карного права і пенітенціарного права, вів семінари з карного права. В 1899 р. опублікував третє видання «Порадника для судових слідчих як системи криміналістики». У 1899—1900 роках працював на посаді декана юридичного факультету. Працюючи в Чернівцях, відредагував заснований ним 1898 року журнал «Архів кримінальної антропології і криміналістики» (першого в світі кримінологічного періодичного видання), який був того часу був єдиним редагованим виданням такого рангу у Чернівецькому університеті.
1902 року закінчив викладацьку діяльність у Чернівцях. 3 березня 1902-го направлений на роботу до Німецького Університету в Празі. Того ж року у Празі вийшли друком «Вибрані статті з криміналістики», 1905 році — друге видання «Кримінальної психології».
20 липня 1905 року призначений на посаду ординарного професора австрійського карного права і карного процесу в університет Граца. У 1907 році на запрошення міністра юстиції докт. Франца Кляйна увійшов до складу комісії з розробки проекту нового карного кодексу Австрії, за що 1908 року був нагороджений Орденом Залізної Корони ІІІ ступеня.
Упродовж 1910—1911 років обіймав посаду декана юридичного факультету університету Граца. 17 лютого 1913 року призначений керівником Інституту криміналістики в університеті Граца. Після довгих зусиль в червні цього ж року отримав у тимчасове користування приміщення в північній частині головної будівлі університету Граца для облаштування Інституту криміналістики.
Помер від запалення легенів у власному будинку на Гердергассе (Herdergasse), 6. Похований у родинній могилі у Граці на цвинтарі Святого Петра.

## Увічнення пам'яті
Наразі в Чернівецькому університеті на кафедрі криміналістики юридичного факультету створена Аудиторія Ганса Гросса.

## Праці
- Gross Hans (1893). Handbuch für Untersuchungsrichter Polizeibeamte, Gendarmen u.s.w. Graz, 620 s.
- Gross Hanns (1894). Die Ausbildung des praktischen Juristen. Zeitschrift für die gesamte Strafrechtsmissenschaft. Bierzehnter Band: 1-18.
- Gross, Hans (1898). Criminal-Psychologie. Graz: Leuscher & Lubensky.
- Gross, Hans (1899). Handbuch für Untersuchungsrichter als System der Kriminalistik. Dritte vermehrte auflage. Graz: Leuscher & Lubensky's, Universitäts-Buchhandlung, 813 S.
- Gross, Hans (1901). Der Raritätenbetrug. Berlin: Guttentag, 288 S.
- Gross, Hans (1901). Encyklopädie der Kriminalistik. Leipzig.
- Gross, Hans (1902). Gesammelte Kriminalistische Aufsätze. Leipzig: F. C. W. Vogel., 432 S.
- Gross, Hans (1905). Kriminal-Psychologie. Zweite Auflage. Leipzig: Verlag von F.C.W. Vogel, 704 S.
- Gross, Hans (1908). Kriminalistische Tätigkeit und Stellung des Arztes. Wien-Leipzig: Braumüller, 944 S.